# Condado de Monroe (Michigan)
O Condado de Monroe é um dos 88 condados do estado americano de Michigan. A sede do condado é Monroe, e sua maior cidade é Monroe.
O condado possui uma área de 1 871 km² (dos quais 334 km² estão cobertos por água), uma população de 145 945 habitantes, e uma densidade populacional de 102 hab/km² (segundo o censo nacional de 2000).